# Cyanthera
Cyanthera là một chi thực vật có hoa trong họ Lan.